# Ahmići
Ahmići (en cyrillique : Ахмићи) est un village de Bosnie-Herzégovine. Il est situé dans la municipalité de Vitez, dans le canton de Bosnie centrale et dans la fédération de Bosnie-et-Herzégovine. Selon les premiers résultats du recensement bosnien de 2013, il compte 533 habitants.

## Histoire
En avril 1993, lors du nettoyage ethnique de la vallée de la Lašva, les forces du Conseil de défense croate (HVO) ont attaqué le village et massacré environ 120 civils. Cet événement est connu sous le nom de massacre d'Ahmići[réf. nécessaire].

## Démographie

### Évolution historique de la population dans la localité
| 1948 | 1953 | 1961 | 1971 | 1981 | 1991 | 2013 |
| ---- | ---- | ---- | ---- | ---- | ---- | ---- |
| -    | -    | 235  | 276  | 393  | 466  | 533  |

|  |

### Communauté locale
En 1991, la communauté locale d'Ahmići comptait 1 203 habitants, répartis de la manière suivante :